# Thor Thorvaldsen
Thor Thorvaldsen (Bamble, 31 mei 1909 – Bærum, 30 juni 1987) was een Noors zeiler.
Thorvaldsen maakte zijn olympische debuut in de Olympiajol tijdens de Olympische Zomerspelen 1936.
Tijdens de volgende spelen, twaalf jaar later in 1948, won Thorvaldsen als schipper samen met zijn bemanning Sigve Lie en Hakon Barfod de gouden medaille in de drakenklasse. Vier jaar later prolongeerden zij de gouden medaille.
Thorvaldsen nam in 1956 voor de vierde maal deel aan de Spelen: ditmaal eindigde hij als zevende in de 5,5 meterklasse.

## Olympische Zomerspelen
| Jaar | Plaats    | Resultaten         |
| ---- | --------- | ------------------ |
| 1936 | Berlijn   | 10e Olympiajol     |
| 1948 | Londen    | Drakenklasse       |
| 1952 | Helsinki  | Drakenklasse       |
| 1956 | Melbourne | 7e 5,5 meterklasse |

1948: Hakon Barfod / Sigve Lie / Thor Thorvaldsen ·
1952: Hakon Barfod / Sigve Lie / Thor Thorvaldsen ·
1956: Folke Bohlin / Bengt Palmquist / Leif Wikström ·
1960: Odysseus Eskitzoglou / Constantijn van Griekenland / Georgios Zaimis ·
1964: Ole Berntsen / Christian von Bülow / Ole Poulsen ·
1968: George Friedrichs / Barton Jahncke / Gerald Schreck ·
1972: Thomas Anderson / John Cuneo / John Shaw